# Arrhenophanes
Arrhenophanes is een geslacht van vlinders van de familie van de zakjesdragers (Psychidae). De wetenschappelijke naam van dit geslacht is voor het eerst voorgesteld door Thomas de Grey Walsingham in een publicatie uit 1913. De soorten binnen dit geslacht komen in Midden- en Zuid-Amerika voor.

## Soorten
- Arrhenophanes perspicilla (Stoll, 1790)
- Arrhenophanes volcanica Walsingham, 1913